# La Torre de les Aigües
La Torre de les Aigües és un casal fortificat del segle xv, molt transformat, al terme municipal de Granollers (Vallès Oriental) declarat bé cultural d'interès nacional.

## Descripció
Conjunt d'edificis entorn un pati tancat amb accés a través d'una portalada d'arc de mig punt adovellat, en el centre del qual hi ha un relleu format per tres cares que semblen coronades sobremuntant dos escuts: en el primer, hi ha el lleó rampant, que són les armes dels Junyent, i en l'altre tres flors de llis i un arbre arrencat.
Es destaca una torre de planta quadrada i tres pisos d'alçada, coronada amb merlets. Al primer pis hi ha una finestra amb llinda de pedra decorada amb un relleu apuntat.
A la planta baixa de la torre hi ha la capella de la Verge de les Neus, amb una porta gòtica rectangular amb relleus. Un guardapols mixtilini emmarca l'espai central, com si fos un timpà, on es representen dos àngels que sostenen alguna cosa que no es conserva. Els brancals estan decorats amb columnetes acabades amb capitells esculpits.

## Història
La torre de les Aigües pertanyia ja en el segle xv a la família Junyent, nissaga de personatges ben destacats fins a l'any 1701. Un d'ells fou Joan Junyent, marmessor de la reina Violant. El mas Junyent canvià el seu nom pel que porta actualment, Torre de les Aigües, degut a la imatge de la Mare de Déu de les Neus que hi havia fins a l'any 1936 a la capella. Aquesta verge era denominada pels camperols "Verge de les Aigües", a causa de les plegaries que se li feien demanant la pluja.